# Guillermo Jordán
Guillermo Jordán de Cerdaña ( ? v 1079 - Trípoli, Líbano 1109), conde de Cerdaña y de vèrga (1094-1109) y de Trípoli desde el 1105, apodado Jordán después de haberse rebautizado en las aguas del río Jordán. 
Hijo de Guillermo Ramón y de Sancha de Barcelona, heredó el condado de Cerdaña y el condado de Berga a la muerte de su padre. 
Junto con su hermano Bernardo Guillermo, Guillermo heredó el condado de Berga en 1094 y el de Cerdaña. En 1096 acompañó a Raimundo de Tolosa, medio-hermano de su madre, en la Primera Cruzada. Raimundo murió en 1105, antes de la conquista de la ciudad de Trípoli a los musulmanes. Guillermo usó el pretexto de la ausencia del hijo primogénito de este, Beltrán de Tolosa, y la minoría del segundo hijo, Alfonso Jordán, para intitularse conde de Trípoli, continuando el cerco a la ciudad.
Pocos años después, Beltrán llegó a Tierra Santa para asumir la herencia de su padre, dejando el condado de Tolosa a su hermano Afonso Jordán. En la disputa que siguió, Guillermo se alió a Tancredo de Galilea, regente del Principado de Antioquía, y en respuesta Beltrán pidió la intervención de Balduino I de Jerusalén, rival de este poderoso príncipe.
Con la mediación del rey, que era apoyado por Balduino de Bourcq y Joscelin de Courtenay, Beltrán y Guillermo acabaron por acordar que cada uno mantendría el control de sus propias conquistas, que el primero prestaría vasallaje a Balduino I y el segundo a Tancredo (que fue también forzado a abandonar sus pretensiones sobre el condado de Edesa). 
Beltrán con la ayuda de una flota genovesa, tomó Trípoli poco tiempo después, el 12 de julio de 1109, y cuando Guillermo Jordán fue asesinado algunos meses más tarde, se hizo el único gobernante del condado.
| Predecesor: Guillermo Ramón I  | Conde de Cerdaña y Berga 1094 - 1109                     | Sucesor: Bernardo I        |
| Predecesor: Raimundo de Tolosa | Conde de Trípoli 1105 - 1109 (regente de Alfonso Jordán) | Sucesor: Beltrán de Tolosa |

- Datos: Q960341